# Réserve naturelle nationale du Bout du Lac d'Annecy
La réserve naturelle nationale de Bout du lac d'Annecy (RNN21) est une réserve naturelle nationale située en Auvergne-Rhône-Alpes, à l'extrémité méridionale du lac d'Annecy, sur la commune de Doussard en Haute-Savoie. Elle a été classée en 1974 et occupe une surface de 84,5 ha.

## Géographie

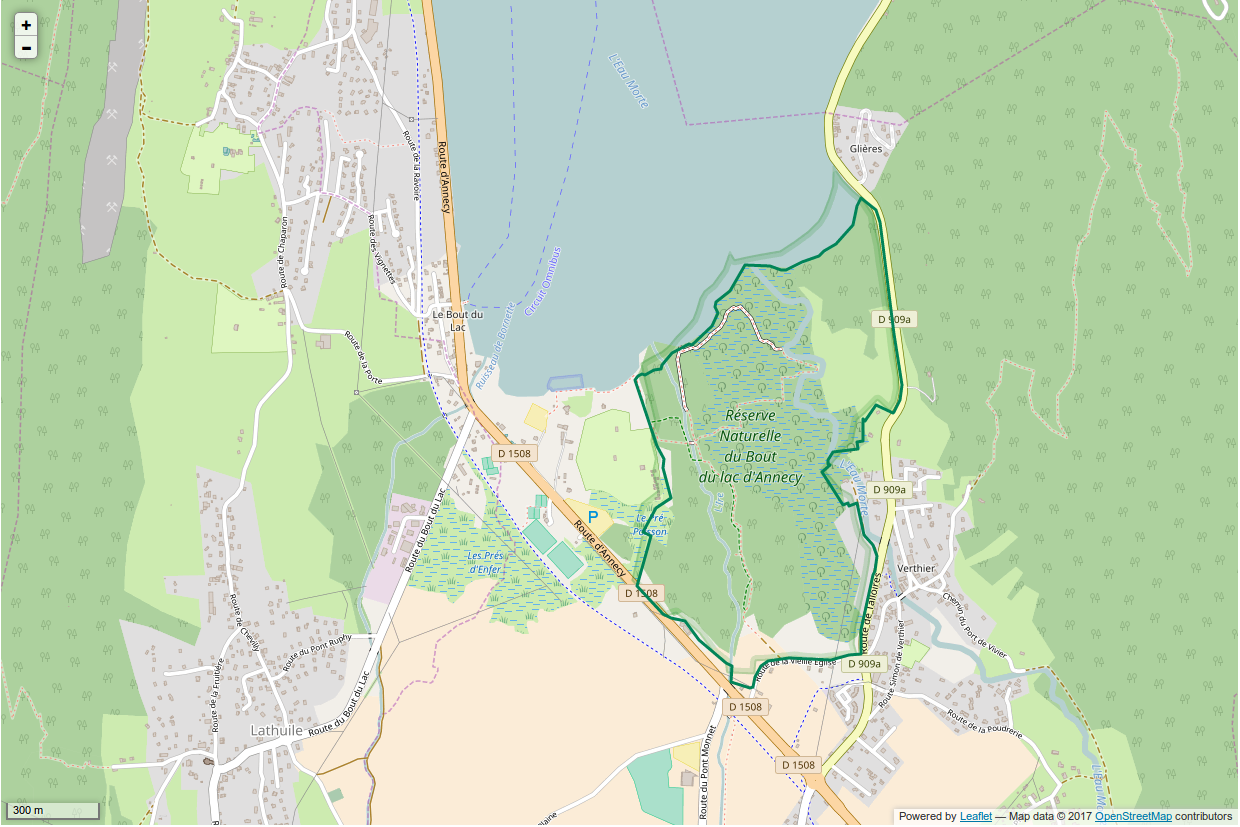
Périmètre de la réserve naturelle.

### Localisation
La réserve naturelle concerne l'extrémité sud du lac d'Annecy. À cet endroit, deux cours d'eau, l'Eau Morte et l'Ire alimentent le lac et forment une zone marécageuse. Le territoire est situé sur la commune Doussard dans le département de la Haute-Savoie.
Le site couvre la dernière zone humide des bords du lac d'Annecy correspondant à l'embouchure de l'Eau Morte et de l'Ire. Forêts humides, roselières, landes à saule cendré, taillis d'aulnes, bois de chênes pédonculés, prairies humides, tourbières alcalines constituent cet écosystème et offrent une diversité favorable à l'implantation d'un grand nombre d'espèces animales ou végétales. 

### Flore

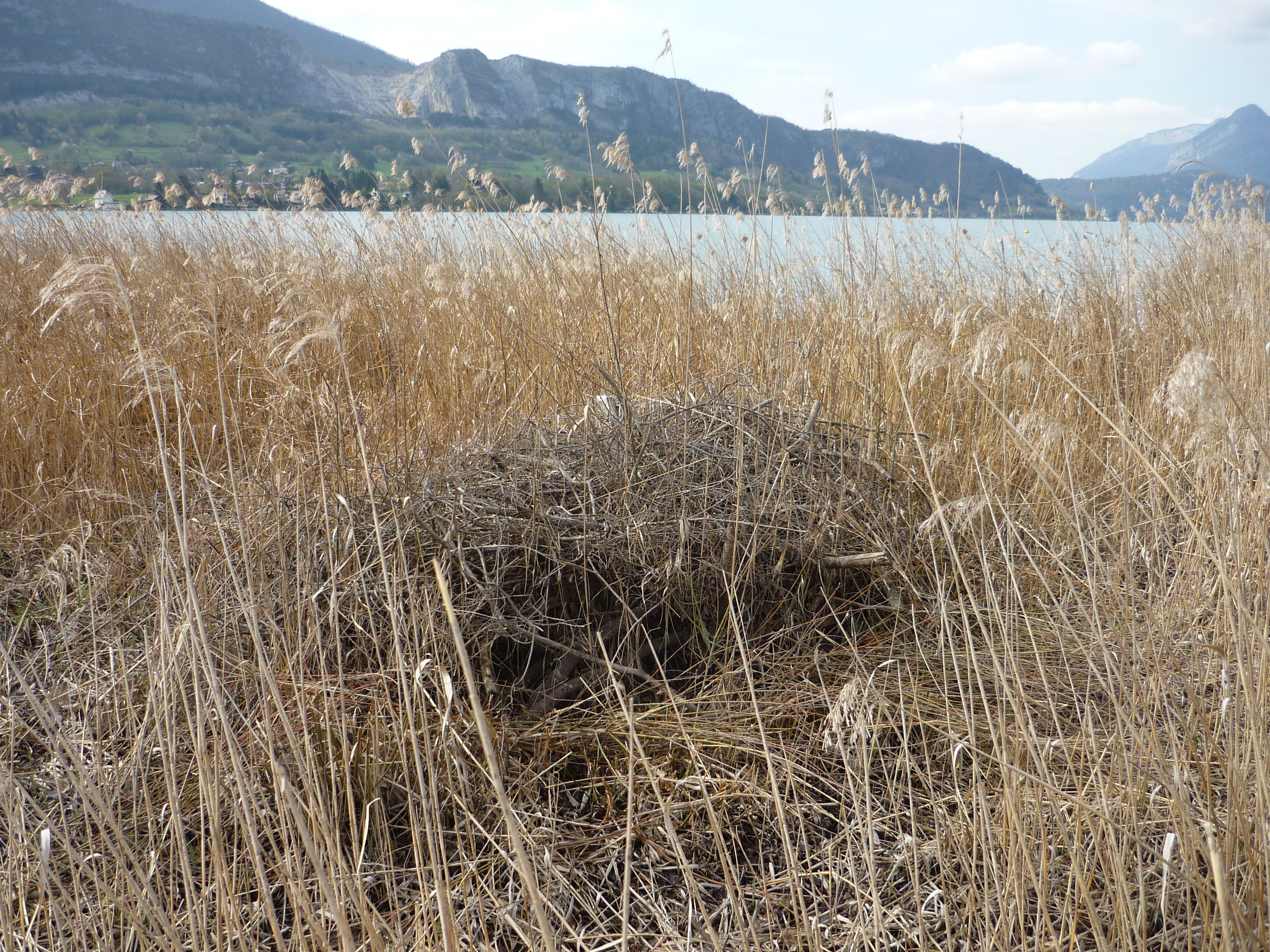
Roselière au bord du lac

La diversité remarquable de ces biotopes favorise une flore d'intérêt majeur. On peut citer parmi les espèces protégées la Gentiane des marais, l'Ophioglosse (ou « langue de serpent »), le Séneçon aquatique, l'Orchis odorant, l'Inule de Suisse, le Rossolis à feuilles longues, l'Orchis de Traunsteiner, le Séneçon des marais et le Liparis de Loesel, petite orchidée devenue rarissime.

### Faune

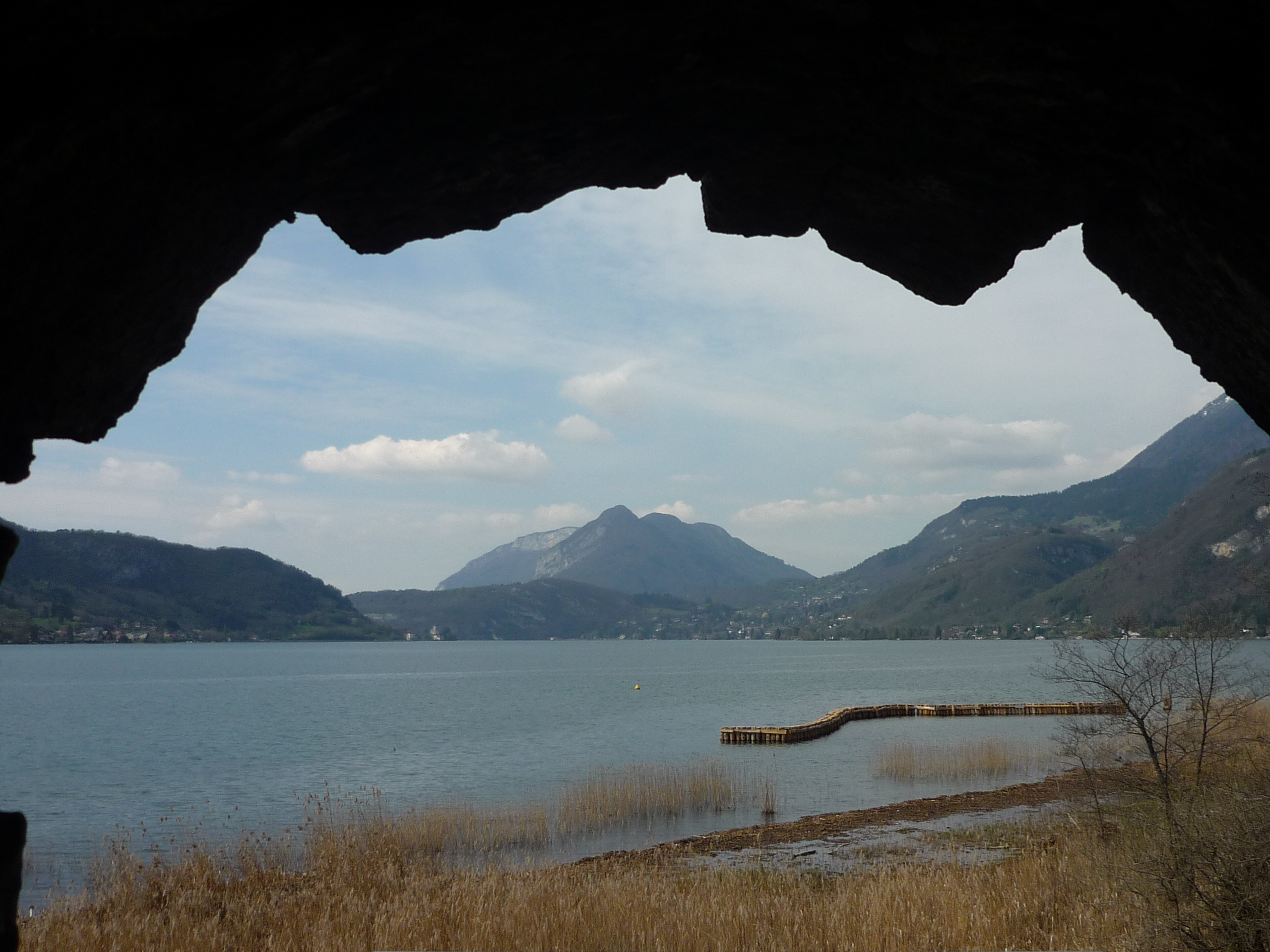
Roselière et lac d'Annecy vus depuis la tour de Beauvivier.

L'intérêt majeur du site se porte sur l'herbier subaquatique qui assure le développement d'une faune d'invertébrés et de poissons (Brochets, Perches, Tanches…) et sur la roselière, véritable refuge pour le Crapaud commun, royaume du Castor d'Europe et cocon pour les reptiles haut-savoyards. La partie terrestre de la roselière constitue un lieu d'accueil de choix pour les oiseaux nicheurs comme les trois Rousseroles, la Locustelle tachetée, le Bruant des roseaux… et même occasionnellement le Butor étoilé. Les hivernants apprécient également d'y passer la saison froide, comme les Fuligules milouins et morillons, la Nette rousse… sans oublier quelques espèces rares de papillons et de libellules.

## Histoire

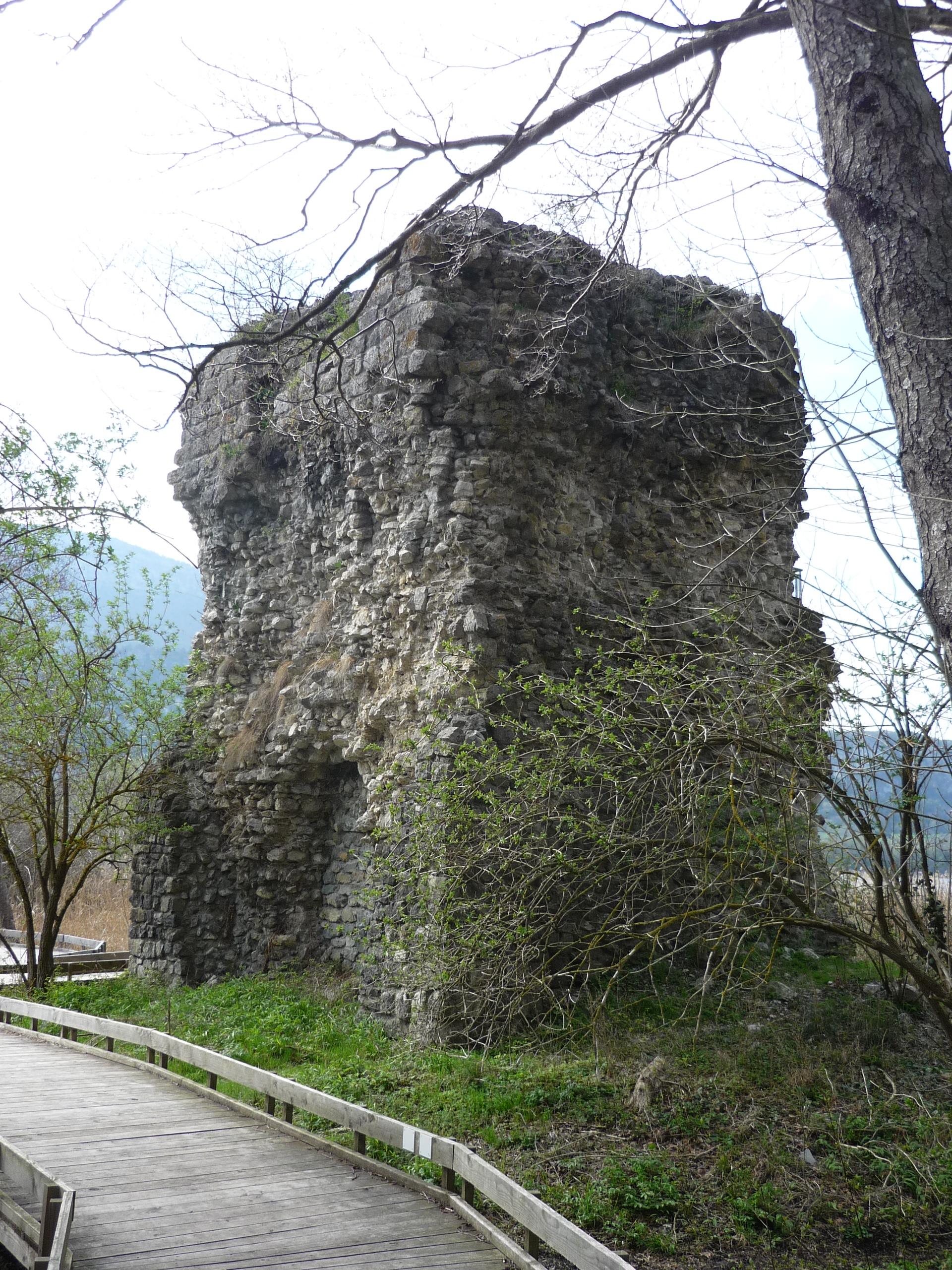
La tour de Beauvivier.

Un projet de marina sur le site dans les années 1970 avertit les milieux naturalistes. Pour empêcher cette construction, un dossier de classement en réserve naturelle est lancé. Il rencontre de nombreuses oppositions chez les riverains mais finalement aboutit au classement par un décret du 26 décembre 1974.

## Tourisme et aménagements

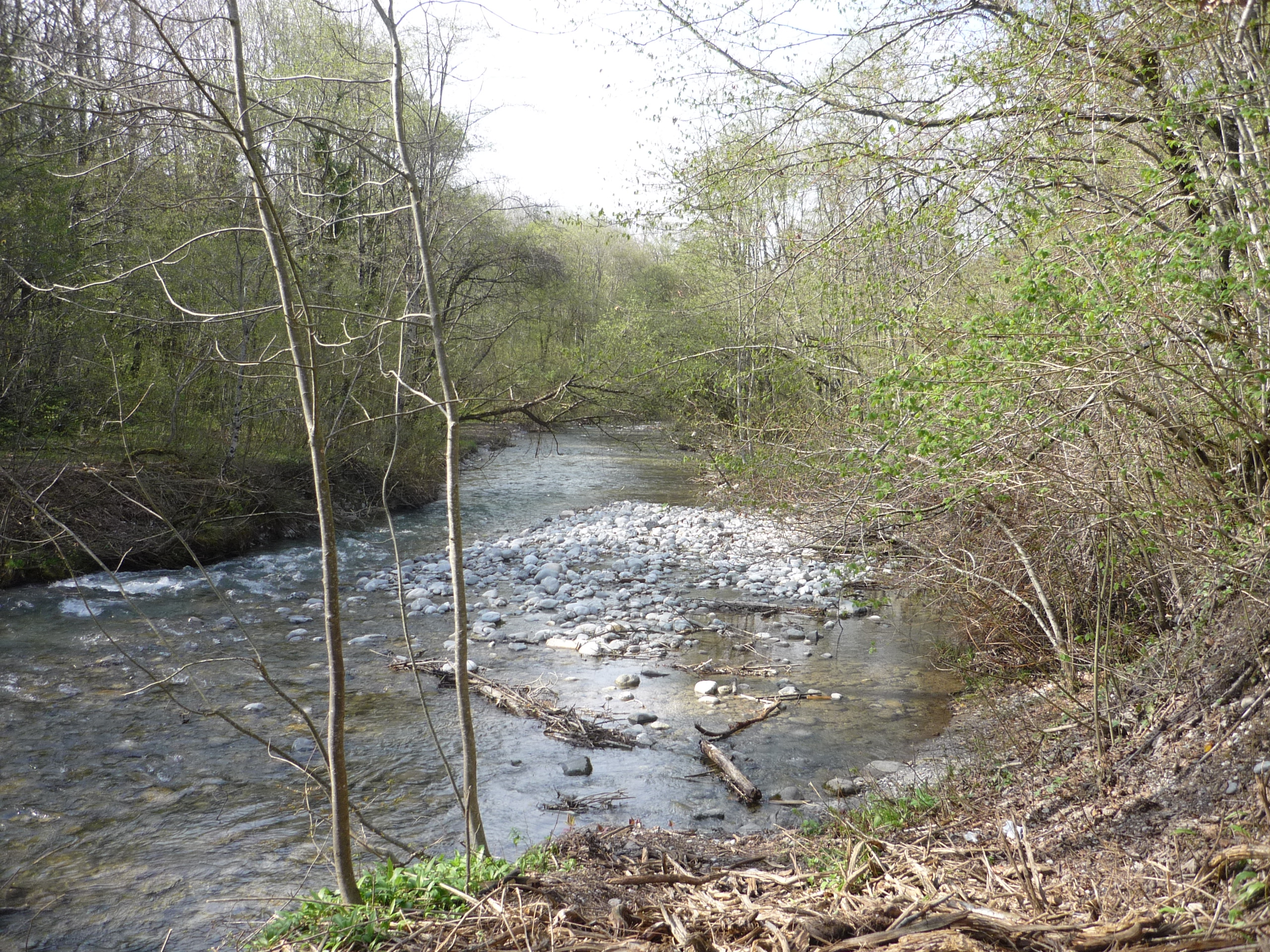
Bords de l'Ire.

La réserve est un lieu d'observation du castor. Depuis 2010, un sentier pédagogique de 1,6 km, en partie sur ponton et bordé de panneaux informatifs, permet de parcourir la réserve, d'atteindre le lac et la tour de Beauvivier en ruines.

## Administration  plan de gestion,  règlement
La réserve naturelle est gérée par ASTERS, le Conservatoire d'espaces naturels de Haute-Savoie.
La réglementation interdit la cueillette des plantes et le ramassage des fossiles, la chasse, le bivouac, les chiens même tenus en laisse, le survol à moins de 200m du sol, tandis que la circulation des véhicules à moteur nécessaires pour les alpages, la forêt ou les refuges est autorisée.